# Kerkstraat (Eemnes)
De Kerkstraat is een oude straat in de Utrechtse plaats Eemnes.

## Geschiedenis
De Kerkstraat loopt vanaf de Wakkerendijk westwaarts met een bocht voorbij de kerk, waarna de straat overgaat in Torenzicht. In de 14e of 15e eeuw werd hier, op een terpachtige verhoging, de Grote of Sint-Nicolaaskerk van Eemnes gebouwd. De kerk is erkend als rijksmonument. Datzelfde geldt ook voor alle panden ten oosten van de kerk in de Kerkstraat. Het betreft een tiental huizen en boerderijen die grotendeels uit de 17e en de 18e eeuw stammen. Stenvert typeert de boerderijen op nr. 5 en op nr. 8 t/m 12 als interessante boerderijen. De oudheidkundige waarde van de panden speelde een belangrijke rol bij de toewijzing tot rijksmonument. De panden aan de Kerkstraat vallen binnen het van rijkswege beschermd dorpsgezicht Eemnes - Buiten.

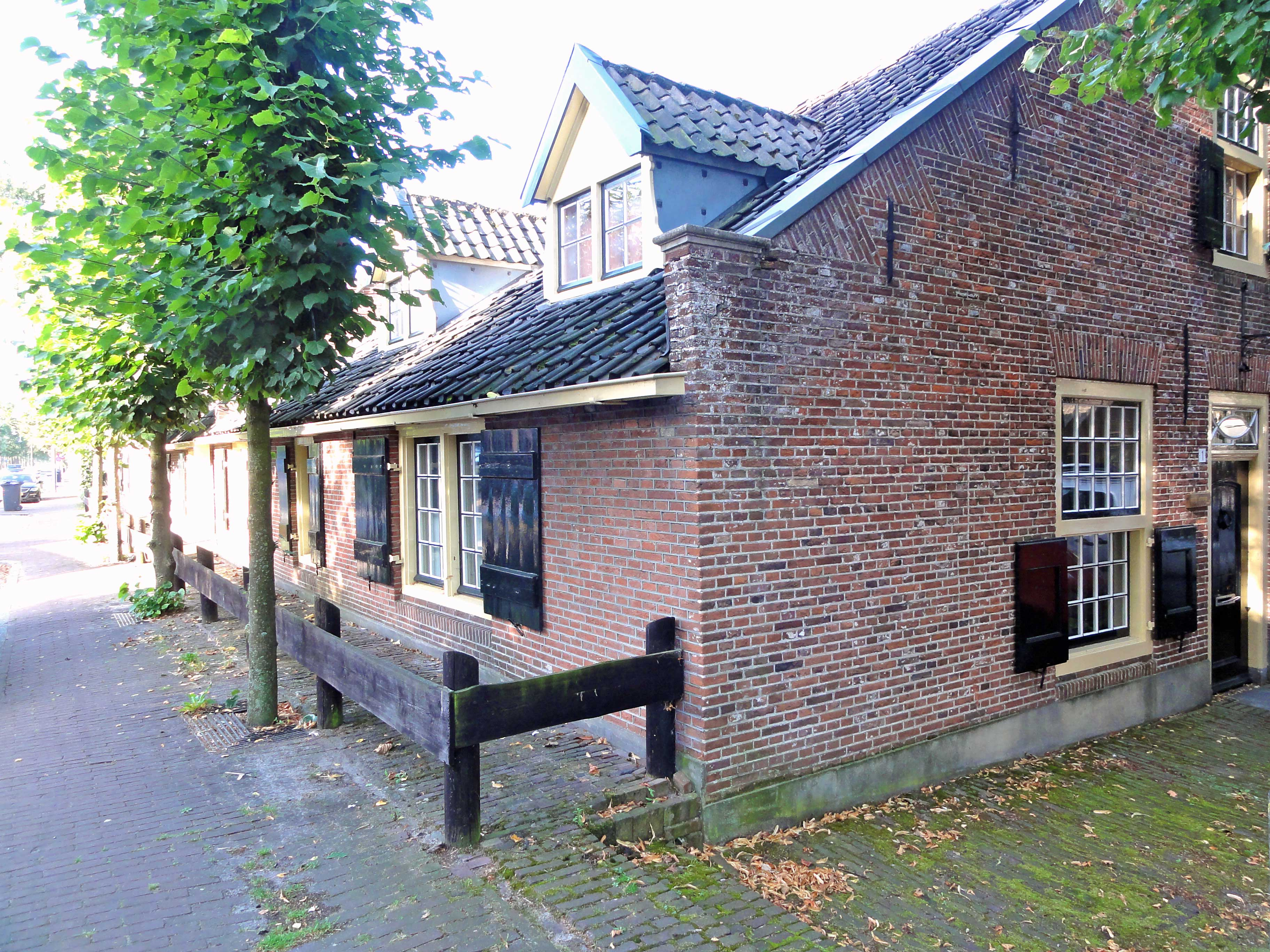
Kerkstraat 1
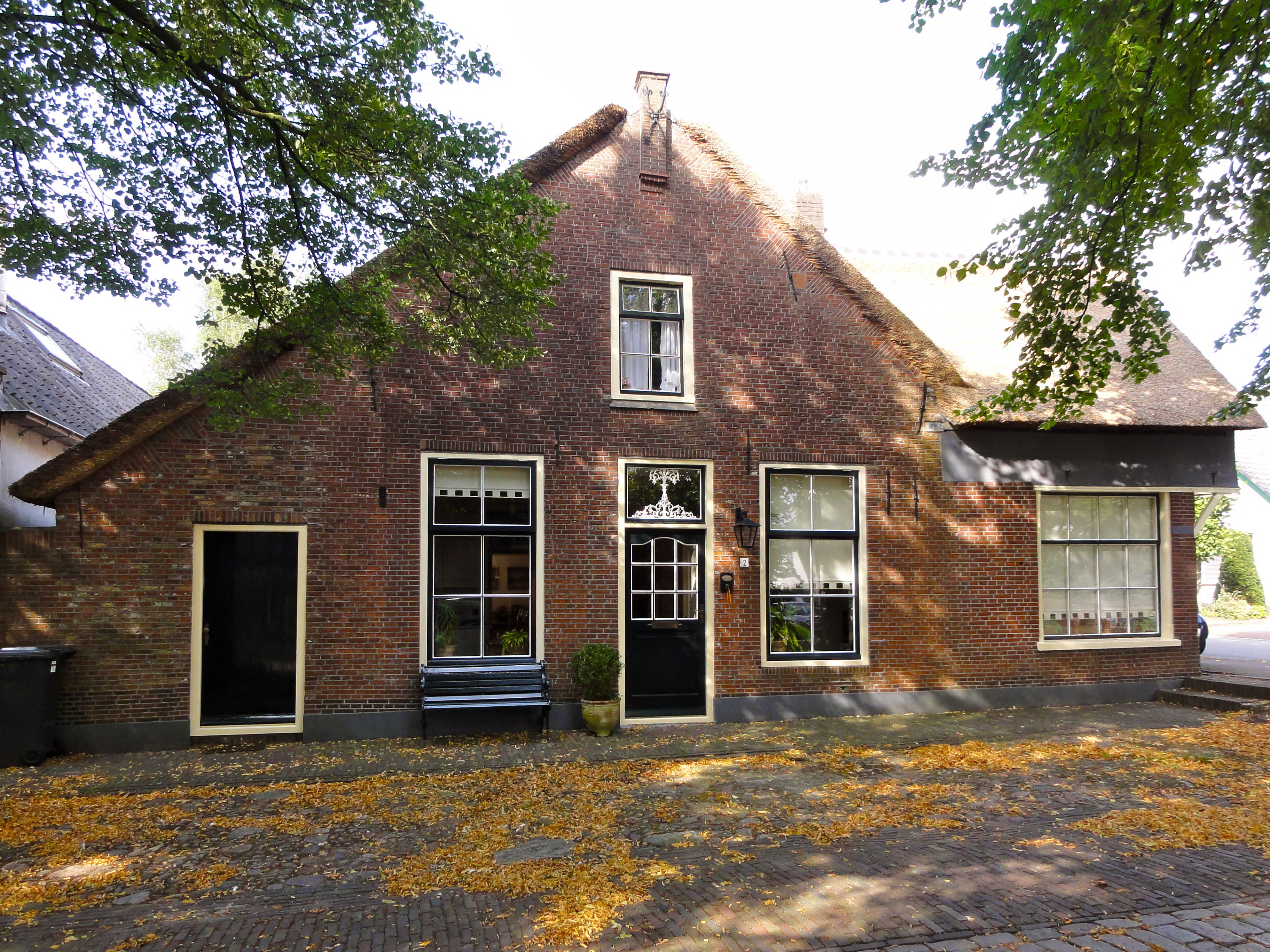
Kerkstraat 2
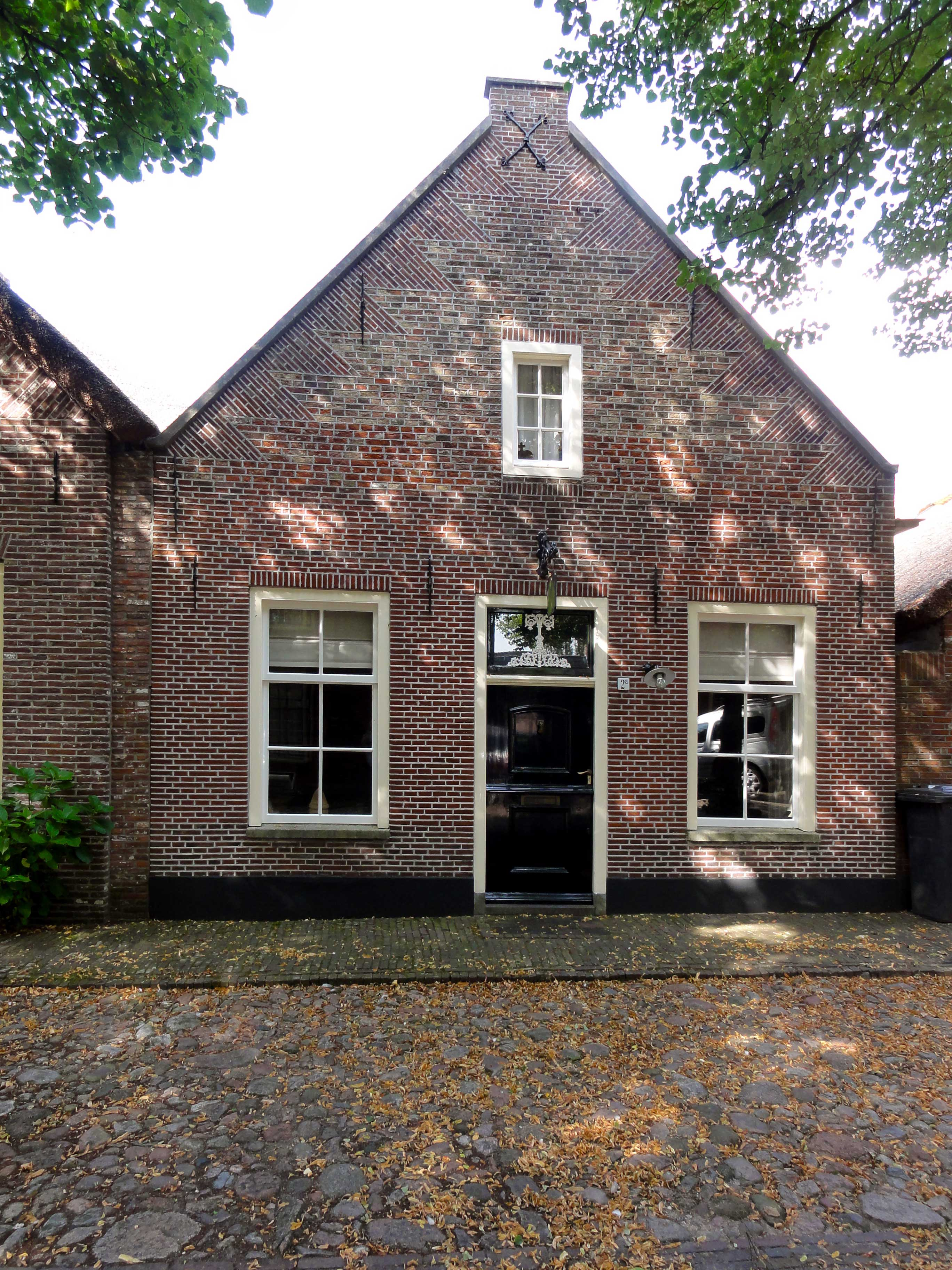
Kerkstraat 2A
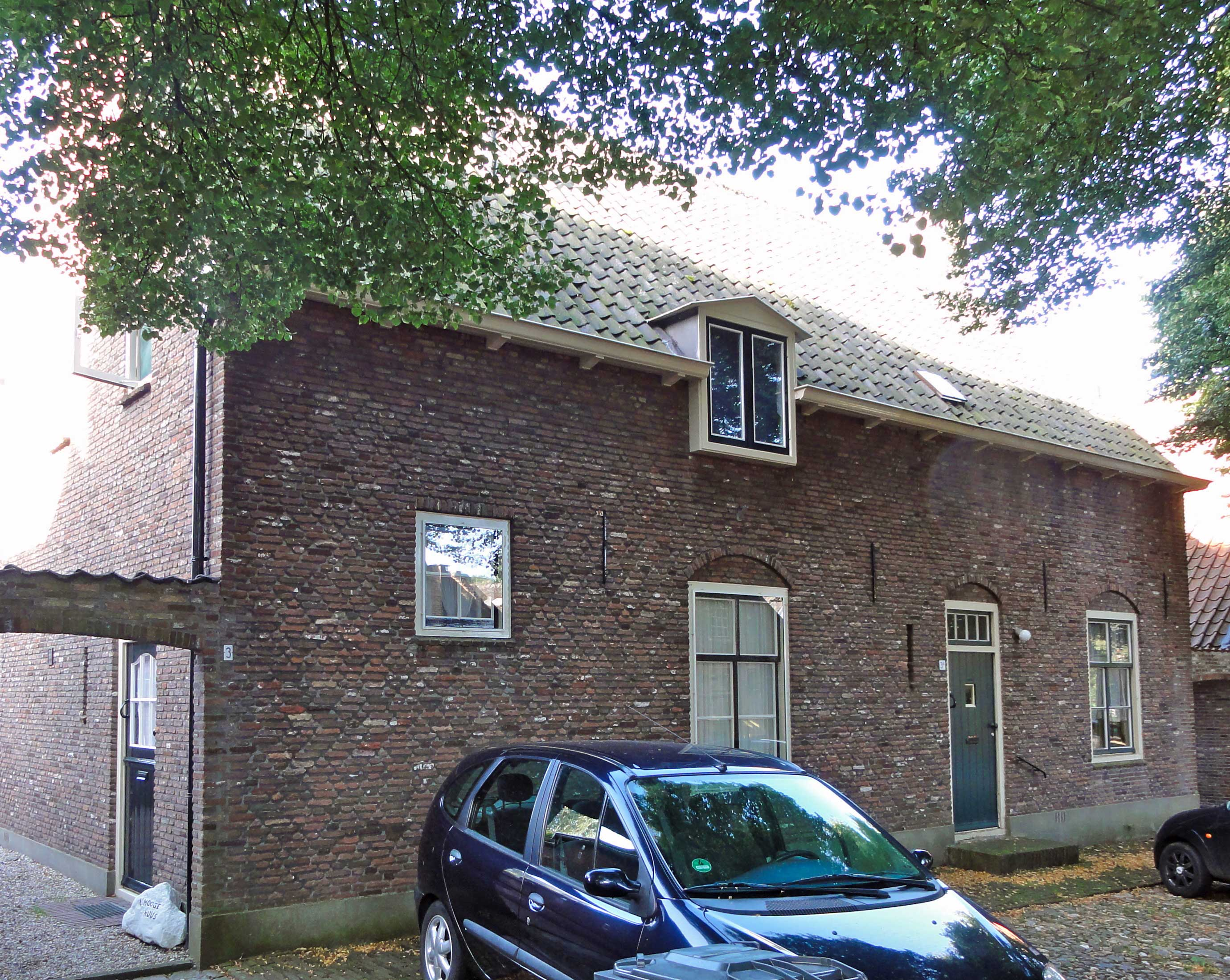
Kerkstraat 3 en 3A
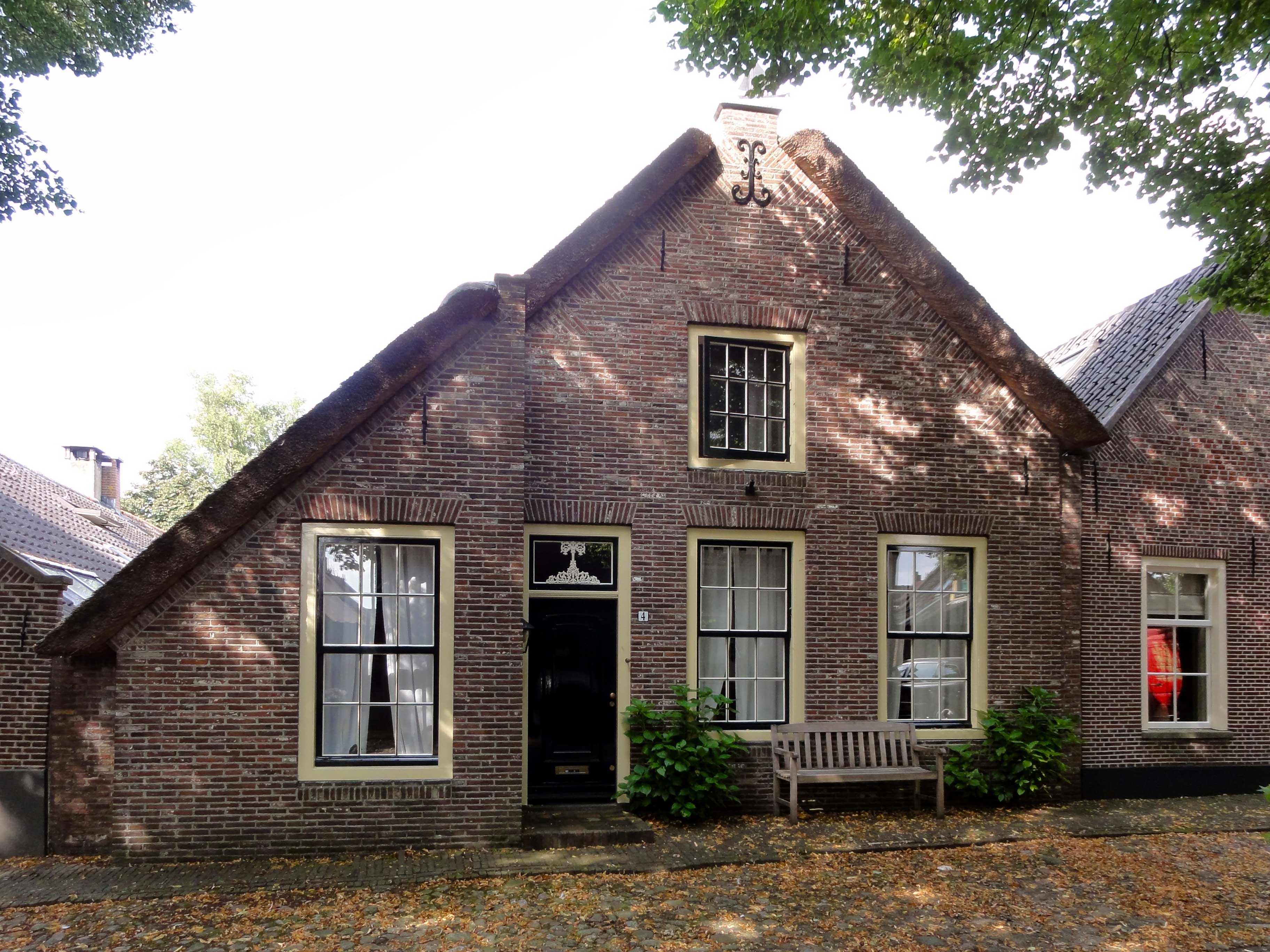
Kerkstraat 4
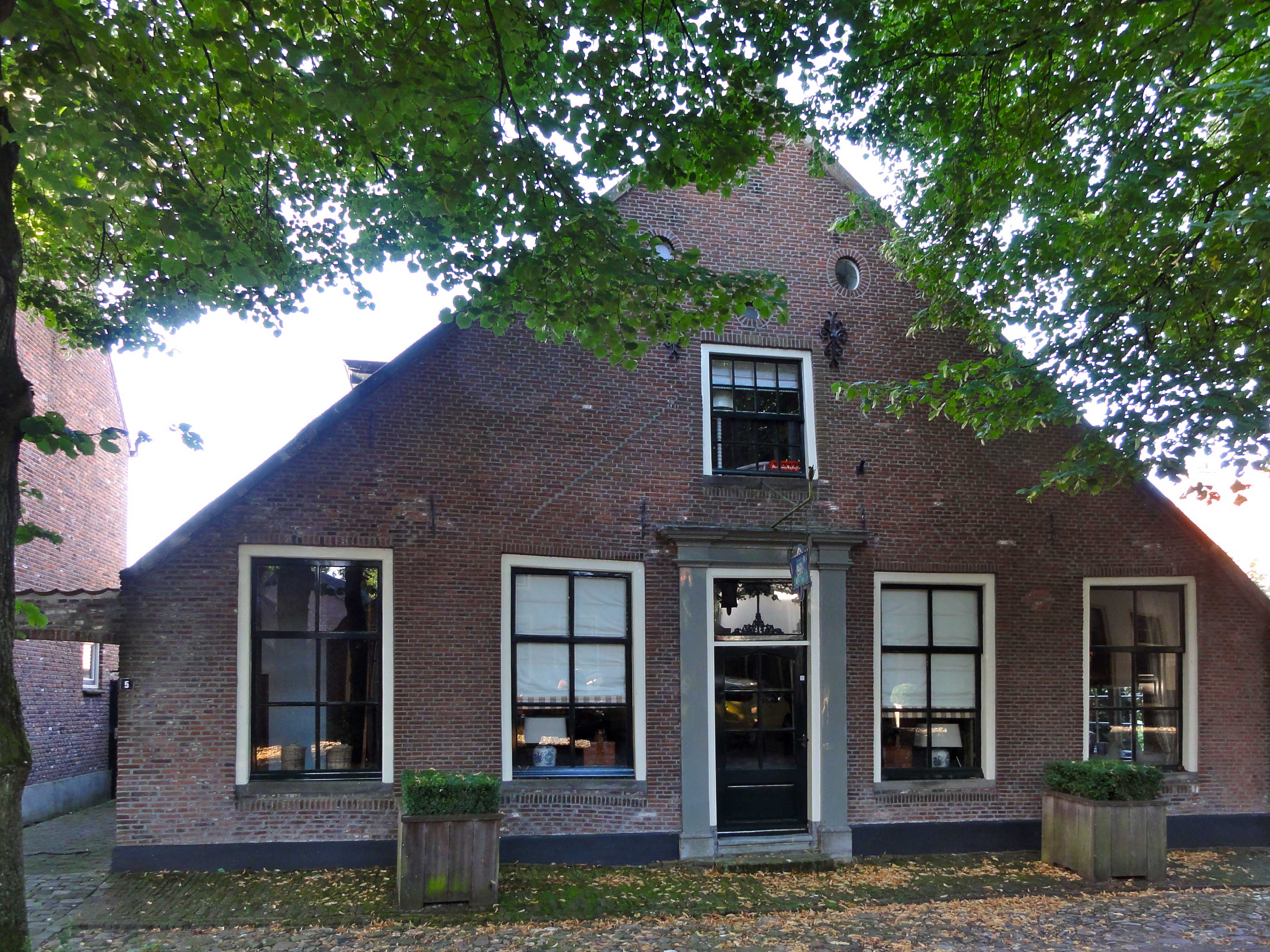
Kerkstraat 5
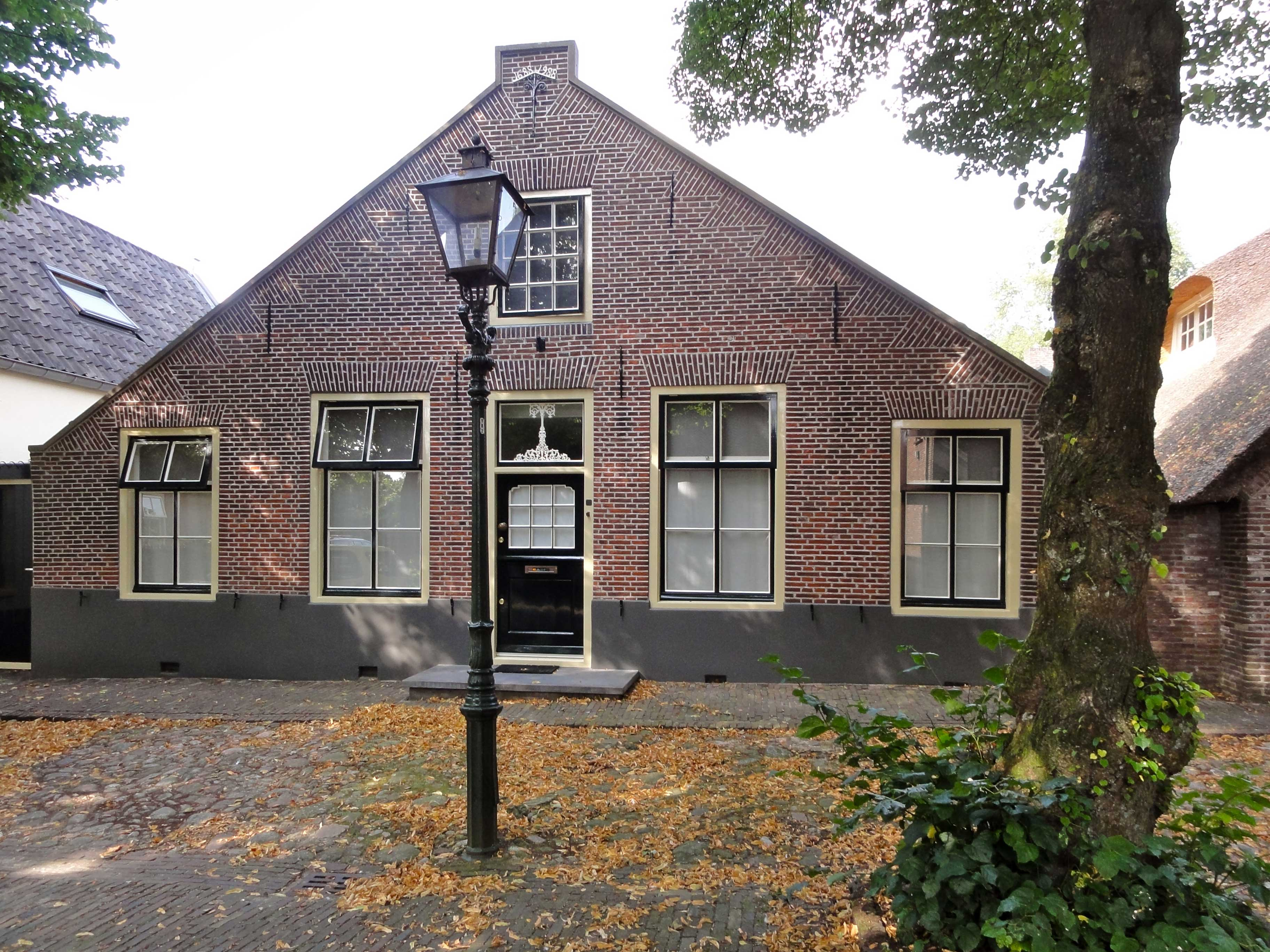
Kerkstraat 6
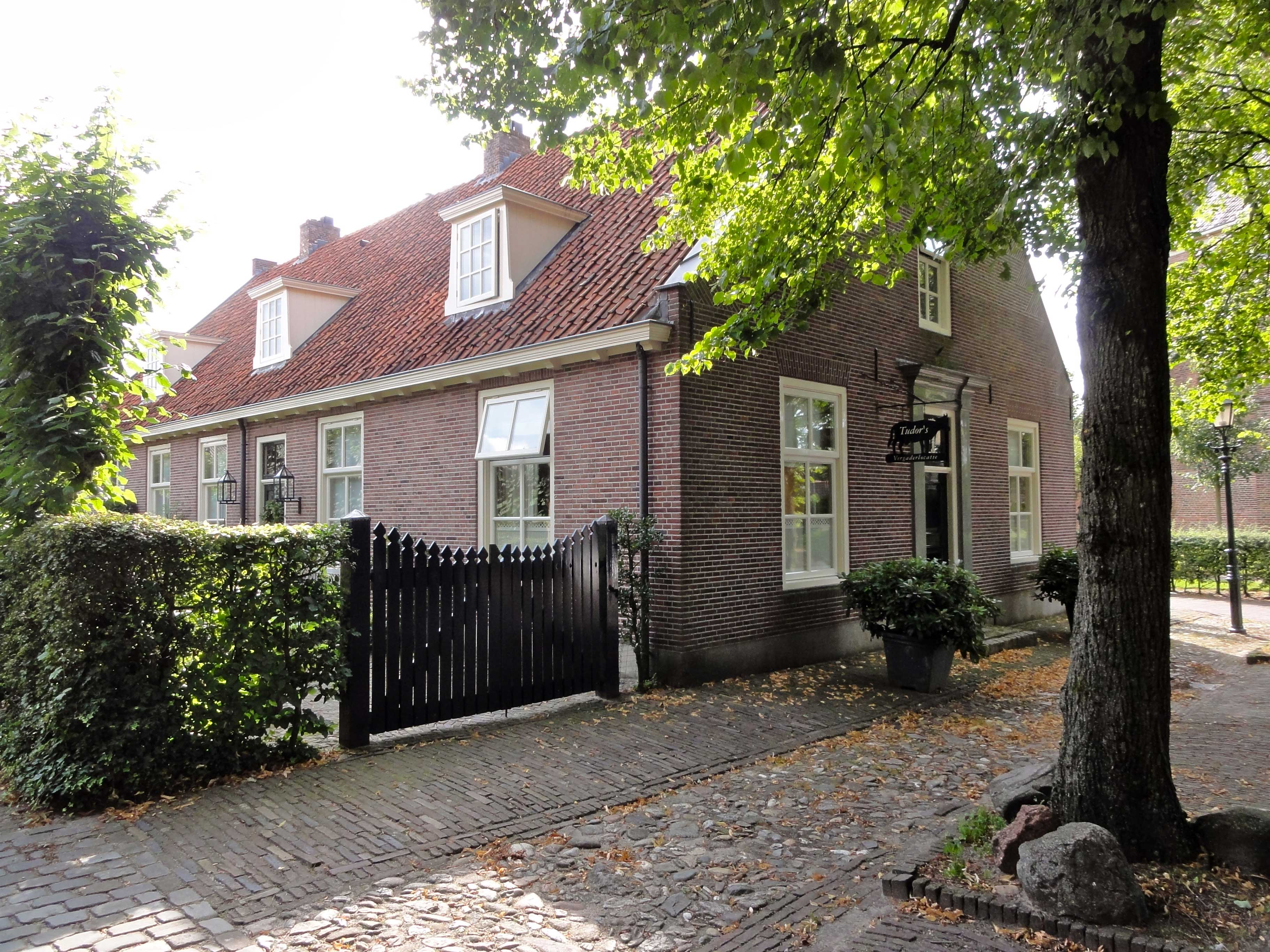
Kerkstraat 7
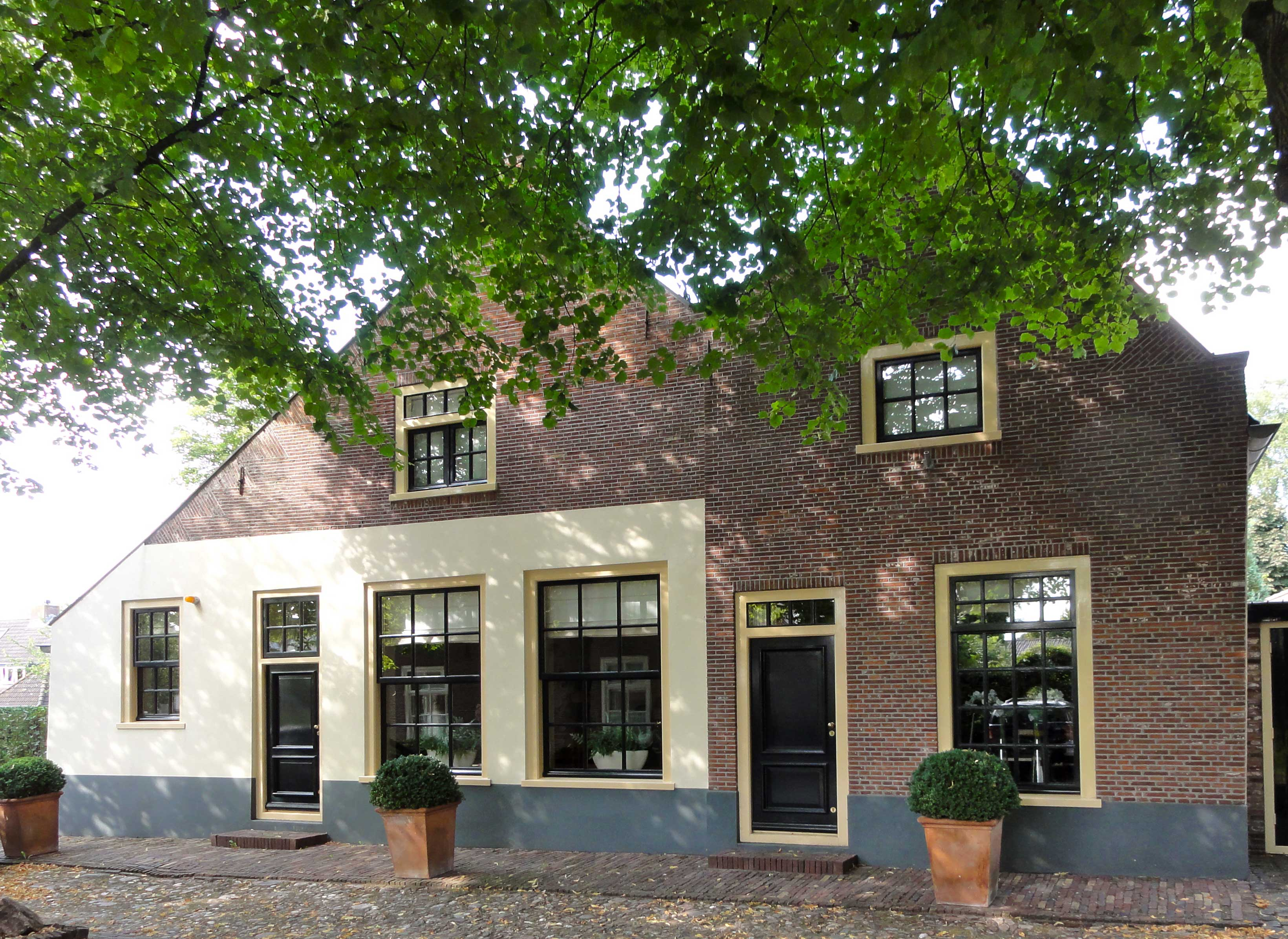
Kerkstraat 8 t/m 12